# 丸山朝ヲ
丸山 朝ヲ（まるやま ともヲ）は日本の漫画家。男性。旧ペンネームは丸山トモヲ。

## 来歴
『円卓の姫士!』を連載していた2009年ごろから、『コミックバーズ』（幻冬舎コミックス）の作家陣の一員として扱われている。2010年、同誌2011年1月号よりダークファンタジー作品『月輪に斬り咲く』の連載を開始。
2013年、『月刊ビッグガンガン』（スクウェア・エニックス）にて、加藤実秋の原作による「花魁の探偵」を描いた『おしげりなんし 篭鳥探偵・芙蓉の夜伽噺』の連載を開始。
2016年、『デンシバーズ』（幻冬舎コミックス）にて、棚架ユウによる小説『転生したら剣でした』のコミカライズの連載を開始。

## 作品リスト

### 漫画作品

#### 連載
- ブラッディロア ザ・ファング（『月刊少年ジャンプ』2001年 - 2002年） - 丸山トモヲ名義。
- 円卓の姫士！（『MAGNA』→『コミックバーズ』2008年 - 2009年）
- 月輪に斬り咲く（『コミックバーズ』2011年1月号[5] - 2015年4月号）
- おしげりなんし 篭鳥探偵・芙蓉の夜伽噺（原作：加藤実秋、構成：わたり、『月刊ビッグガンガン』2013年Vol.5[7] - 2015年Vol.9）
- 転生したら剣でした（原作：棚架ユウ、キャラクター原案：るろお、『デンシバーズ』[9]2016年12月[8] - 2018年12月[8]→『comicブースト』2019年1月[8] - ）

#### 読み切り
- ツバキ先生 出番です！（『月刊チャンピオンRED』2011年1月号[11]）
- タイトル不明（『ナムコクラシックアンソロジー』2013年[12]） - アンソロジー寄稿作品。

### 書籍
- 『ブラッディロア ザ・ファング』、集英社〈ジャンプ コミックス〉2001年 - 2002年、全2巻、丸山トモヲ名義
  - （スペシャル版）幻冬舎コミックス〈バーズコミックススペシャル〉2008年、全1巻
- 『円卓の姫士！』、幻冬舎コミックス〈バーズコミックス〉2008年 - 2009年、全3巻
- 『月輪に斬り咲く』、幻冬舎コミックス〈バーズコミックス〉2011年 - 2015年、全7巻
- 『おしげりなんし 篭鳥探偵・芙蓉の夜伽噺』、原作：加藤実秋、構成：わたり、スクウェア・エニックス〈ビッグガンガンコミックス〉2014年 - 2015年、全3巻
- 『転生したら剣でした』、原作：棚架ユウ、キャラクター原案：るろお、幻冬舎コミックス〈バーズコミックス〉2017年 - 、既刊17巻（2025年3月24日現在）

### その他
- 『月刊コミックバーズ』応募者全員サービス描き下ろし小冊子sideB（『月刊コミックバーズ』2011年12月号[13] - ）